# 中国住房问题
中国住房问题与中国的土地问题交织在一起，而自1980年代开始，中国大陆的城市化进程加速，大量人口由农村移居城市。至2010年代，六成人口居住于城市之中，房價不斷飆漲至難以負擔的水平。至2020年代，則出現房地產暴雷、供過於求，進入長期回測走勢。这一背景下，住房问题成为中国社会关注的热点问题。
中国大陆地区城市中的房价收入比排名世界14，约为23%，2015年平均房价每平方8500元，按月工资4000计算需要两个人不吃不喝工作9年才能买的起一套100平方米的房子。现行土地制度下，城市房屋的业主仅拥有房屋产权和70年的土地使用权，并且需一次性缴纳完70年的房产税。同时，中国地方政府高度依赖高价出让土地获取财政收入，包括各种杂税，最终房价的30%成为政府的收入，相比股票债券投资房产有着更高的回报以及更低的风险，這都導致大量的資金湧入房市，短時間內創造更多經濟紅利，政府也就不會積極阻止，这些都会抬高房价。
另一方面，包括农村在内，中国89%的家庭拥有自己的房产。社会消费水平最高的60后、70后，而他们的子女大多都是“独一代”，他们长大成人后将继承父母和祖父母的房子，拥有多套房子，屆時空房將會變得很多，而70年產權到期後，如果政府也會從賣地獲得錢改為抽房產稅來獲得資金，而房子的管理與開支與折舊將會造成持房者的巨大麻煩，因此整個房市必然會陷入供過於求的狀態，租屋也容易得多，拋售的案件則更多，這樣的連鎖反應可能會引發更強的破底風險。

## 城市房價震盪

### 21世纪初房价的高涨
1999年4月3日中国国务院制定了住房公积金条例，职工每月从工资中上缴一定比例给银行，这些资金属于职工个人，用以解决住房问题，不得挪作其他用途，企业也提供一定的住房公积金补贴。
2003年，中国国土部门出台了《关于清理各类园区用地加强土地供应调控的紧急通知》，停止别墅类用地的土地供应。自改革开放后中国房地产行业迅速发展，北京市的房价上涨最快，2003年到2013年上涨了7倍。通货膨胀也会抬高房价，2008年金融危机之后，深圳的房价曾下跌了39%，但又回涨回来。

### 去库存政策与房价短暂下行
2015年12月18日至21日召开的中国中央经济会议提出“化解房地产库存”，会议提出靠农民工市民化消化掉三、四线城市住房和鼓励中产阶级以上人群多买房，开发租赁市场两个想法。中国有超过1.7亿外出打工的农民工，2014年有超过3500万的农民工举家外出，相比跨省打工的农民工，留在省内打工的更容易拖家带口，也更有买房的意愿。
中华人民共和国人力资源和社会保障部的调查显示改善生活和子女教育是最重要的，除了高房价之外，新市民的社会福利也难以保障。对此中央还鼓励开发商降价，提出使房价回到合理价格，同时减少买房限制，鼓励个人投资房产。部分地方还出台了价格补贴，但与高房价和政府土地收入相比依然是天方夜谭。会议还提出户籍改革：允许农业转移人口等非户籍人口在就业地落户，使他们形成买房需求。
2015年11月末，中国商品房待售面积达6.96亿平方米，按照人均住房面积30平米计算，這些空房可容纳0.22亿人居住，这不包括在建住房和已经批准建设，如果加上建设中的51亿平方米房产面积算和71亿平方米的已批未建住房房产面积，库存共计134亿平方米。

### 购买力水準
中国中部和东北预估2015年平均工资45000元/每年，平均每月3750元；丝绸之路经济带略高于中部，中国西部预估2015年平均工资49000元/每年，平均每月4000元；而北京、上海、广州、深圳平均工资每月6500元。房屋均价是每平方8500元。虽然在二三线城市房价不会太高，但普遍收入过低，除去生活消费，不会有太多的积蓄。2015年中国中央银行的调查显示，过半群众认为房价过高难以接受而且房价基本不变。世界银行1998年对96个地区的统计资料显示：家庭收入在999美元以下的国家，房价收入比平均数为13.2；家庭收入在3000美元-3999美元的国家，房价收入比平均数为9；家庭收入在10000美元以上的国家，房价收入比平均数为5.6。中国大陆地区房价收入比排名世界14，约为23%。。

### 最後的上升與泡沫的破裂
2016年一线城市房价居高不下，二、三、四线城市库存情况严重。在北上廣深房產銷售下跌後，隨著一二線城市的飽和與限制，投資者開始轉向較可負擔的中小城市，以三四線城市為主的漲幅為主。但是到了2018年初開始，三、四线城市房價經快速成長後，也已經達到平台期，特大城市均價則已經面臨下跌的狀況，有預測稱萬一開始下跌的狀態下，房產本身的折價會導致房產本身屬於負債，因此房地產市場大規模遇冷，也造成經濟不景氣的問題。
2020年因為中國突然面臨疫情，將大量救助金投入市場以及海外訂單暴增的影響，熱錢暫時推遲了下降通道的到來，房價在此期間並又二度炒作上升，引導中國房價在2021年創下最高點。但隨著本土疫情再起，以及中國在同年被印度超越首度讓出人口第一國的稱號，供過於求下提早9年進入人口收縮期，房價泡沫正式破裂，明顯走向跌幅，而且貿易與國際地緣政治衝擊，對中國經濟的打擊使得資金鏈斷裂，造成一系列預售交屋的地產公司暴雷，又導致整個務工與生產、材料都陷入需求不足的惡性循環，這使得房產不利因素總爆發後，大約在2023年開始長期跌勢。
2024年起對此政府也大動作做出“組合拳”式因應，比如不再限制大城市購屋、推出大規模改造翻新計畫、試圖給予優惠貸款等，媒體評論由於房產房價危機嚴重程度之大，放鬆規模也是改革開放以來首見的。但至2025年，中國房產經濟仍在去化走勢中，光大城市支持的房價已下降了約40%，腰斬、甚至跌更多的也就不在少數，但這個價位拋售仍舊極為困難，因為供應過剩房屋達到近一億戶，二手房則是屋不抵債的燙手山芋。《華爾街日報》指出，比其國際漲勢強勁，中國是全球少數下跌的國家之一，房市泡沫已導致家庭財產18兆美元蒸發，經濟越差消費降級收入不穩，高貸款也難以負擔核發，加上購房者多數呈現觀望態度也並不急，據金融機構高盛按目前的庫存量，計算房價觸底時間，估熊市至少還有2年以上，也仍有近三成的調整空間。長江證券首席經濟學家伍戈分析认为牽一髮動全身，補跌壓力也會帶來金融的疲軟，預期下降時間將會延續得比想得要久。

## 泡沫形成原因
1998年以来，中国房地产市场房价快速攀升，各方对于房价上涨的主要原因莫衷一是，涉及财政制度、人口结构、城镇化等多方面因素，其中关于土地财政推动房价上涨的讨论最为突出。 土地财政是推动房地产上涨的一大因素。土地财政从狭义上可以指地方政府通过土地出让金获得的财政收入，广义可以泛指地方政府通过土地和连带的房地产产业征收和收取的一切收入。根据张双长和李稻葵在2010年的数据研究，在分税制背景下地方财政严重依赖于土地财政，且地方越依赖于土地财政，该地房地产价格上涨越快，越依赖土地财政的城市越有意愿维护房价上涨的局面，土地财政本质上是分税制导致的中央地方财政关系问题。房价问题不仅事关财政体制，还牵扯到现行金融制度。据刘守英在浙江的调查，地方政府每年基础设施投资资金来源中仅有不到10%来自于财政支出，土地财政则占到了20-30%，剩下的部分则是通过政府透支信用借债融资达成；同时各类开发商自有资金也仅占20%，其余资金全部来自银行贷款；个人购房资金也有70%来自银行抵押贷款。现行的金融制度依赖于政府信用和土地抵押，巨大的存贷差驱使金融机构放贷给上述这些具备土地或政府要素的“优质”客户，助推了地方房地产热。此外，“招、拍、挂”的土地竞拍制度也被认为是房价上涨的原因之一。北京大学的刘民权、孙波然认为土地财政照在1980年代就已经出现，2003年出台的土地竞拍制度才是房价上涨的主要原因：二人根据博弈理论分析，在竞拍制度下开发商往往选择高价买地，同时市场主体必然接受高地价、高房价或者低地价、低房价的局面，地方政府也更有动力推高房价、哄抬地价。也有国土资源部的专家认为房价持续上涨的主要动机为长期实行福利分房压制的住房需求释放，在1998年住房改革前全国人均住房面积不到19平米、户均住宅建筑面积不足70平米，而在快速城镇化、宽松住房信贷政策和居民收入稳步提升的背景下，土地价格的上涨反而才是房价上涨的结果而非原因。
除去土地财政问题，人口结构也被认为是导致房价上涨的主要动机。根据人口普查数据，中国国内19岁以上中青年对房屋需求随着年龄增加而迅速上涨，因而曾经的婴儿潮推动了2000年代房价的快速增长，同时社会老年人口抚养比例的提高也与房价提升呈现正相关关系。综合而言，在1998年住房住房改革以前那一代人主要依靠福利分房，因此有条件产生额外的储蓄；而随着80年代开展计划生育后，年轻人购房可以从父母那里获取储蓄，因而老年人口抚养比例的提高反而刺激了房价上涨。根据徐建炜等人的分析，随着中国人口结构演化，这一红利最迟到2015年左右完全释放。2018年4月，央行货币政策委员会委员樊纲在媒体上抛出“六个钱包论”，称年轻夫妇若是想要买房凑齐首付则需要掏空男女双方加上双方父母共六人财产，这一说法也引起了社会讨论。
还有学者认为收入不平等是导致房价上涨的主要原因。北京大学的一项研究显示，收入两极分化导致的收入不平等对房价收入比和住房空置率上涨的贡献最大。研究者认为随着收入两极分化，高收入者缺乏有效地投资渠道，因此更多投资于房地产或者进行投机，高收入家庭的住房需求超出了实际住房使用面积，从而导致房地产市场的泡沫化，收入发布越不均等，住房价格与城市居民平均收入水平的偏移也越严重。